# Kim Thanh, Ninh Bình
Kim Thanh là một phường thuộc tỉnh Ninh Bình, Việt Nam.

## Địa lý
Kim Thanh nằm cách phường Hoa Lư - trung tâm tỉnh lỵ Ninh Bình 42 km về phía Bắc, có vị trí địa lý:
- Phía tây bắc giáp phường Lê Hồ.
- Phía đông bắc giáp phường Duy Hà.
- Phía đông nam giáp phường Hà Nam.
- Phía nam giáp phường Kim Bảng.

Phường Kim Thanh	có diện tích:	13,49	km², 	dân số:	26.050	người, mật độ dân số: 	1931	người/km². 	Đây là đơn vị có diện tích xếp thứ:	128	, số dân xếp thứ: 	95	và mật độ dân số xếp thứ: 	13	trong số 129 xã, phường ở Ninh Bình.
Phường này nằm trên Quốc lộ 38.

## Lịch sử
Theo Nghị quyết số 1674/NQ-UBTVQH15 ngày 16/6/2025 về sắp xếp các đơn vị hành chính cấp xã của tỉnh Ninh Bình năm 2025, Sắp xếp toàn bộ diện tích tự nhiên, quy mô dân số của phường Tân Tựu và xã Hoàng Tây thành phường mới có tên gọi là phường Kim Thanh.